# 桃井直之
桃井 直之（もものい ただゆき）は南北朝時代の武将。清和源氏 足利氏流。越中国射水郡浅井城主。官位は右馬頭。桃井尚儀の長男。別名、戸田御所。

## 生涯
応永23年（1416年）の家臣の反乱（桃井騒動）に際し病没した、殺害された、武州戸田の地に遁走したなどの逸話が残り、生涯については不明な点が多い。
本門佛立宗では、浄土真宗本願寺派光明寺住職を務めたと伝わる。

## 逸話
松山充宏は、入滅後に日隆がこの地に埋葬された事実から、直之以降も桃井氏が浅井郷を知行していた可能性を指摘している。
木下聡は、その後も幕府番帳に桃井右馬頭の名が見られる点を指摘している。
また、松山充宏は、越中桃井氏と上杉氏被官桃井右馬助との関係を指摘している。
武州足立郡上戸田の地に桃井直和の菩提瑞光山海禅寺があり、同地には戸田城、百の井屋敷など桃井氏関連の史跡が残るが、小西徹龍は、同地の桃井氏は
直和末裔であったとしており、直之との関係についてはわかり難い。